# 運動科學
運動科學（英語：Sports Science），又譯為競技運動科學，對於人類競技運動進行科學化分析的一個綜合性學科，這與健身運動（英語：exercise Science）有所不同。

## 子領域
競技運動科學是要融合各個科學研究領域的知識，應用到運動比賽上面，以提升運動表現。
除了綜合了許多傳統的學問，例如生理学（Physiology）、心理學（Psychology）、運動機能學（Kinesiology）、動作控制（Motor Control）、生物力學（Biomechanics）、生物化學（Biochemistry）之外，也包括了營養學與膳食（Nutrition Science）、運動科技（Sports Technology）、神經科學（Neuroscience）、人体测量学（Anthropometry）、身體形態測量學（Kinanthropometry）、表現分析（Performance Analysis）等。